# Jubilee Records
Pour les articles homonymes, voir Jubilee.
Jubilee Records est une label discographique indépendant américain, anciennement basé à New York, dans l'État de New York, actif entre 1947 et 1970. 

## Histoire
Jubilee Records est fondé en 1946 à New York, dans l'État de New York, par Herb Abramson et Jerry Blaine. Le label produit des disques de rhythm and blues, de blues et de groupes vocaux de doo-wop. Abramson quitte le label en 1947 pour fonder Atlantic.
Jubilee est le premier label discographique indépendant à atteindre le marché blanc avec un groupe vocal afro-américain, lorsque le disque des Orioles de Crying in the Chapel atteint le Top 20 des charts Pop en 1953. En 1954, Blaine fonde la filiale Josie Records, qui obtient quelques succès avec des groupes de rock 'n' roll tels que les Cadillacs et Bobby Freeman.
Le label est actif jusqu'en 1970. Jubilee et Josie, en difficulté financière, sont vendus à Viewlex Corp., propriétaire de Buddah Records, et Blaine quitte l'entreprise. Le catalogue est finalement repris par Roulette Records. Le label est déclaré en faillite en 1971. Certains enregistrements de Jubilee sont réédités par le label britannique Sequel Records.
Warner Music Group détient désormais les droits mondiaux du catalogue Roulette/Jubilee à la suite de l'acquisition de Parlophone en 2013.

## Groupes et artistes
Les principaux groupes et artistes du label sont Sil Austin, Harry Belafonte, Art Blakey and his Jazz Messengers, Piney Brown, The Cadillacs, The Dave Clark Five, Joey Dee and the Starliters, The Dominoes, Bobby Freeman, The Four Tunes, Erroll Garner, Emmylou Harris, Gene Harris, Buddy Lucas, Charles Mingus, The Orioles, The Ravens, The Ray-O-Vacs, Della Reese, Walter Scharf, Jack Scott, Memphis Slim, Ethel Waters, et Mary Wells.